# محند نلفروتانت
محند نلفروتانت هو قائد عسكري مغربي، زادت شهرته بعدما كان أبرز القياد العسكريين في حرب زيان.
كان محند يقود قوة كبيرة تتشكل من 1500 قبيلة وذلك لمواجهة الكولونيل الفرنسي بول دوري (الذي كان هو الآخر يملك جيشا كبيرا) في المعركة التي حدثت بتاريخ 9 آب/أغسطس 1918، وكانت قوى الكولونيل الفرنسي قد دخلت أرض المعركة مُعززة بجيوش كبيرة، وبالرغم من ذلك فقد هاجم رجال محند ودخلوا في الحرب بشراسة خاصة وأنهم يعرفون البلاد ويعرفون كل ما يُحيط بها.
بعد معركة ضارية، كانت القوات الفرنسية قد اكتسحت قوات محند؛ لكن وبالرغم منذ لك فهذه الأخيرة تمكنت من إلحاق خسائر ثقيلة في صفوف الفرنسيين؛ حيث تمكنوا من قتل 238 جندي فرنسي وجرح 68 آخرون، لتكون بذلك هذه المعركة أسوء حرب خاضها الفرنسيون (من حيث الخسائر البشرية) منذ معركة لهري التي وقعت عام 1914. كل هذه الخسائر في صفوف القوى الفرنسية دفعت بالقائد هوبير ليوطي للتدخل؛ حيث وبخ كثيرا الكولونيل بول دوري وأعرب له عن "طفح كيله مما حصل"، ثم أصدر أمرا يطلب فيه الإبادة الكلية لمحند وقواته.
بعد هذه الواقعة بنصف عام تقريبا، توجه الجنرال الفرنسي جوزيف-فرانسوا مرفوقا بقواته وذلك قصد تحقيق ما أمر به ليوطي، وفعلا هذا ما حصل حيث تمكن جوزيف من هزم محند في معركة ببتاريخ 15 كانون الثاني/يناير 1919، لكن وفي المُقابل فقد تمكنت قوات محند من إصابة الجنرال جوزيف بجروح خطيرة في صدره بعدما سقطت قذيفة مدفعية قُربه مما استدعى تعويضه بالعقيد أنطوان هيري.
دُفن محند في أسفل وادي الرج، وذلك كتبجيل من قبل قرية آيت عطا التي تفخر به.